# Nem sequer errado
"Nem mesmo errado" é uma frase frequentemente usada para descrever a pseudociência ou a má ciência. A expressão descreve um argumento ou explicação que parece ser científico, mas usa um raciocínio defeituoso ou premissas especulativas, que não podem ser confirmadas nem negadas e, portanto, não podem ser discutidas rigorosa e cientificamente.
Para que se tenha uma discussão relevante sobre se uma determinada afirmação é verdadeira ou falsa, a afirmação deve satisfazer o critério de falsificabilidade, a possibilidade inerente da afirmação ser testada e considerada falsa. Nesse sentido, a frase "nem mesmo errado" é sinônimo de "infalsificável".

### Origem da Expressão
Esta expressão geralmente é atribuída ao físico teórico Wolfgang Pauli, conhecido por suas objeções ao pensamento incorreto ou descuidado.. Rudolf Peierls conta uma situação em que "um amigo empurrou para Pauli o trabalho de um físico jovem que ele suspeitava não ser de grande valor, mas que ainda queria as ideias de Pauli sobre o mesmo. Pauli respondeu tristemente, 'Não está nem mesmo errado'." A frase geralmente é citada como sendo "Isso não só não está certo; não está nem mesmo errado", ou no dizer em alemão de Pauli, "Das ist nicht nur nicht richtig; es ist nicht einmal falsch!" Peierls aponta que várias histórias apócrifas deste tipo tem circulado e que ele listou somente as que os autores deram sua garantia pessoal a ele. Ele também lembra outro exemplo em que Pauli respondeu a Lev Landau, "O que você disse é tão confuso que não dá para dizer se é bobagem ou não."